# Chiesa del Carmine (Messina)
Il Santuario della Madonna del Carmelo, più noto come Chiesa del Carmine, è un edificio di culto di Messina, sede del Carmelo Messinese, il primo fondato dai Carmelitani fuori dalla Palestina e dunque il più antico di tutto l'Occidente, presente in città sin dal '200.
Il tempio attuale sostituisce la chiesa precedente, rimasta distrutta nel terribile terremoto del 1908, la quale era collocata nei pressi del Duomo, a circa 500 metri dall'attuale collocazione. L'odierno sito, infatti, sorge sull'antica Via Porta Imperiale - oggi via Antonino Martino - dove erano presenti importanti edifici pubblici e privati, anch'essi quasi del tutto cancellati dal terremoto del 28 dicembre 1908 e dalla nuova ricostruzione. In particolare, su queste aree vi erano il Grande Ospedale Civile (oggi parte del Tribunale e delle scuole Cannizzaro-Galatti), la chiesa di Santa Lucia all'Ospedale (parte dell'attuale chiesa Parrocchiale) e il Palazzo degli “Elefanti” ancora in parte esistente a fianco.
Il tempio richiama lo stile settecentesco tipico della Messina antecedente alle distruzioni del terremoto. La chiesa, realizzata su progetto dell'architetto Cesare Bazzani (1873 – 1939), fu consacrata il 15 luglio del 1931 e dedicata alla Madonna del Carmine. Il 13 maggio 1956, in occasione dell'anno mariano, l'arcivescovo, mons. Angelo Paino elevò la chiesa alla dignità di Santuario.
Il Santuario del Carmine è anche sede della più antica parrocchia di Messina, anch'essa intitolata a Santa Maria del Carmine, dal 17 dicembre 1988; in precedenza portava il nome di San Lorenzo, in quanto anticamente aveva sede presso la chiesa del santo, distrutta nel 1783. Nei registri di battesimo troviamo anche il nome di padre Annibale Maria di Francia, ivi battezzato il 7 luglio 1851. Nel 1918 la parrocchia passò, per volere dell'arcivescovo del tempo, mons. Letterio D'Arrigo, dalle cure del clero secolare a quelle dei religiosi Carmelitani, che l'accolsero nel loro nuovo tempio e provvidero alla sua gestione sino al settembre del 2015, data che ne ha segnato l'addio alla città dello Stretto.

## La storia dei Carmelitani a Messina

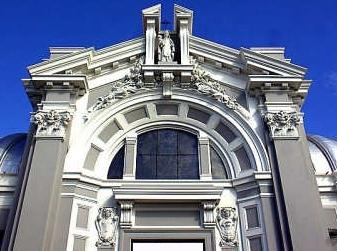
La facciata della Chiesa del Carmine di Messina.

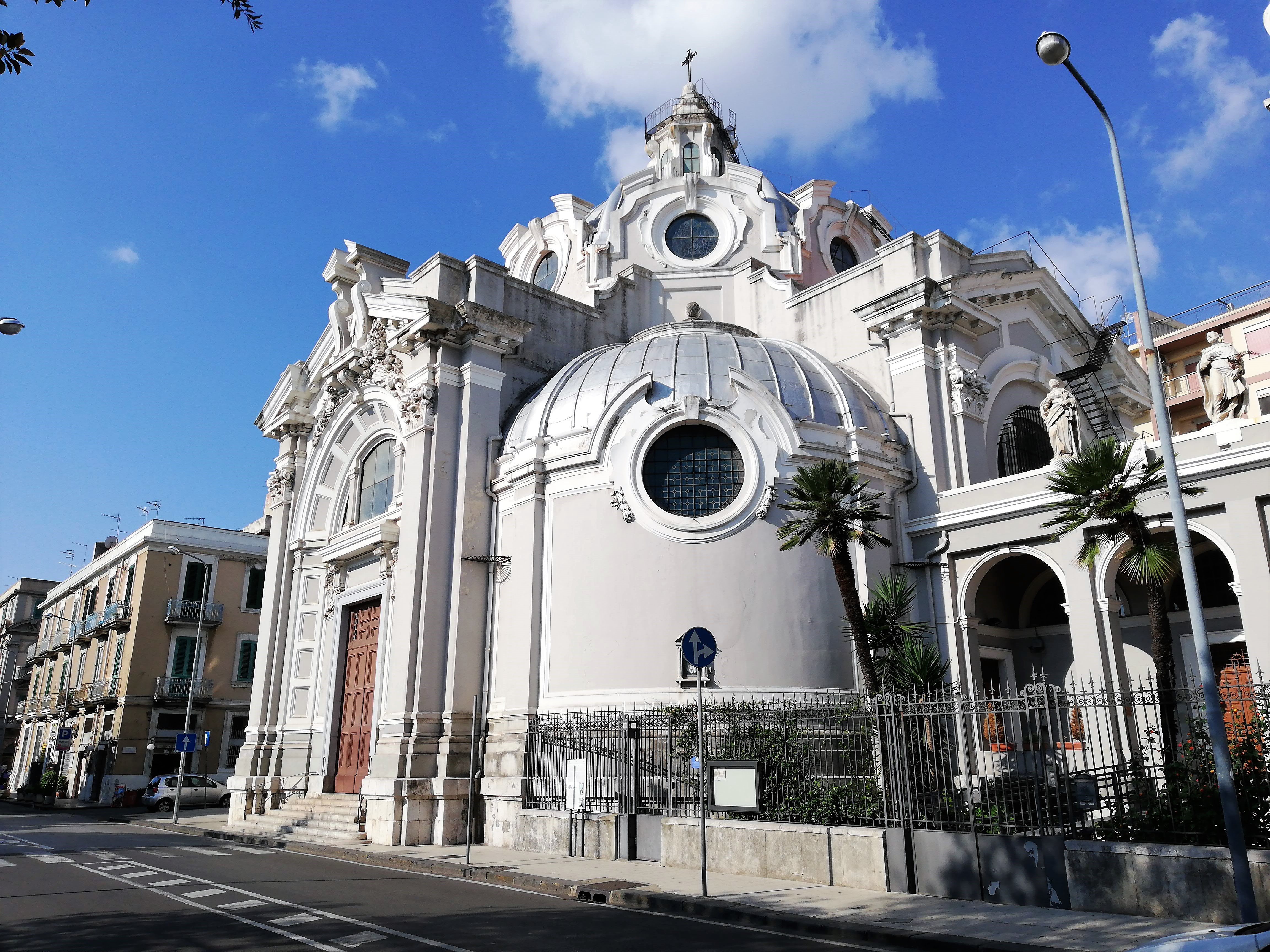
Esterno.

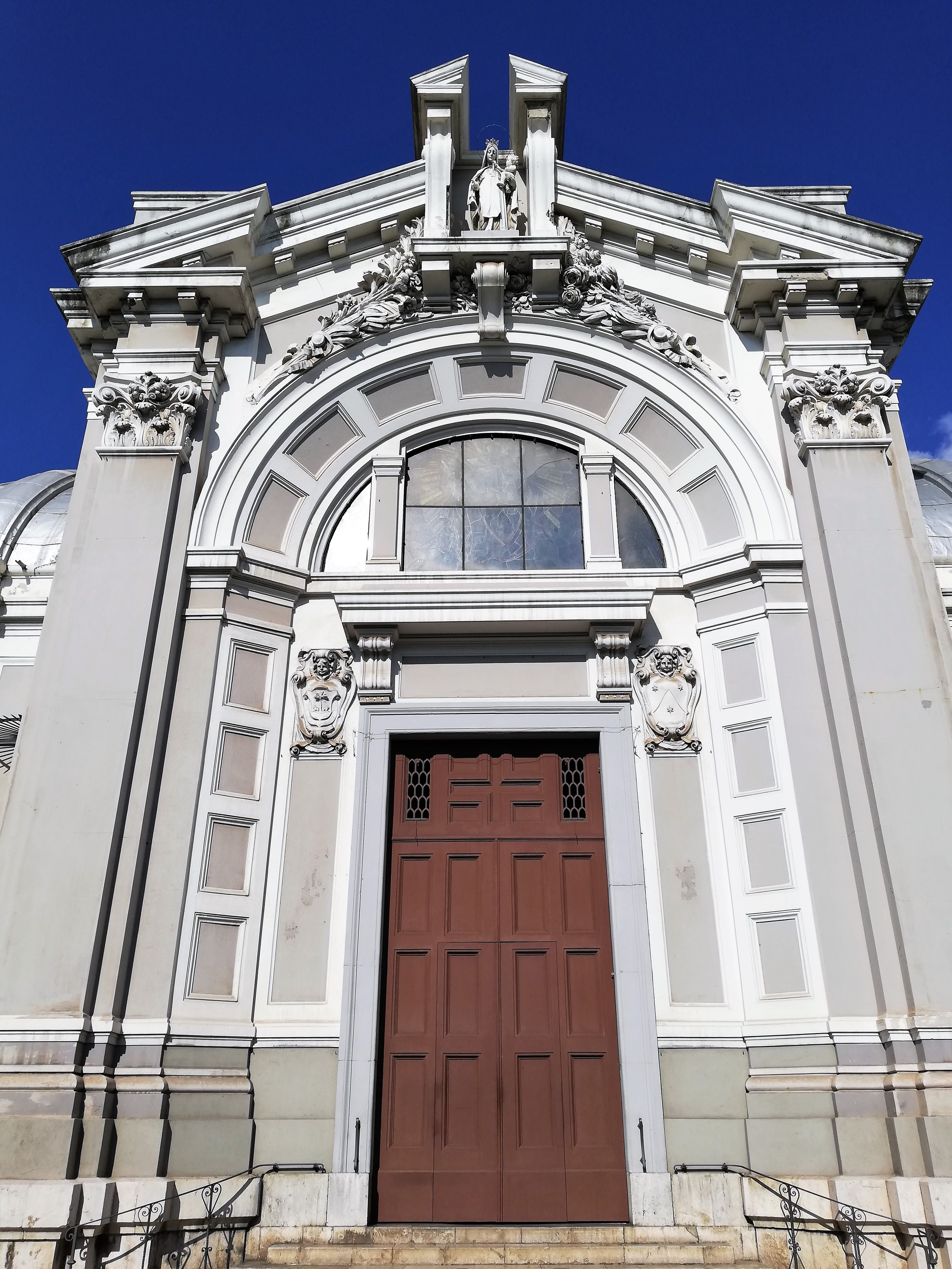
Portale.

La presenza dei religiosi carmelitani in Europa è stata spesso oggetto di studio da parte dell'Ordine carmelitano. Dai documenti a noi giunti e dalla tradizione stessa dell'Ordine è ormai condivisa l'opinione che una volta partiti i carmelitani dalla Terra Santa a causa della persecuzione dei cristiani, ritornarono in Europa. Da questi studi Messina fu sempre considerata la "culla dell'Ordine". Guglielmo Sanvico, primo storico dei carmelitani, di origine inglese, così scrive: «I Carmelitani che primi vennero dalla Palestina a fondare conventi in Occidente furono siciliani e provenzali: quelli edificarono un convento nei sobborghi di Messina, questi fondarono un altro nei pressi di Marsiglia; l'emigrazione degli uni e degli altri avvenne nel 1238».
I religiosi si stabilirono a Messina per fondare un nuovo monastero e, essendo abituati alla quiete della vita eremitica e solitaria del Monte Carmelo, scelsero un luogo solitario in una amena collina, simile a quella della Palestina, che chiamarono Monte Carmelo, presso il torrente San Michele, a due miglia circa dalla città di Messina, dove costruirono una povera abitazione con la chiesa. Quel luogo, per la vita eremitica vissuta dai frati, fu in seguito comunemente chiamato «Ritiro», nome che poi prese tutta la contrada. La data del 1238, seppur assume valore di ufficialità dei carmelitani in Europa, non è storicamente corretta in quanto anche nei decenni precedenti risultano dei documenti che provano la loro presenza in Europa e in particolare a Messina. Così cita uno storico messinese del XVI Secolo, Placido Samperi: «Sembra però che molto prima di questo tempio questi religiosi abbiano abitato in Messina, come appare in un rescritto che ci conferma nel monastero di san Placido, dato nell'anno 1173 del mese di dicembre, nel VI anno del Re Guglielmo, che si dice che il regio siniscalco diede molti pegni ai carmelitani di Messina per l'anima del Re Ruggero e sua moglie».
Dopo alcuni decenni, su insistenza del popolo messinese che li voleva più vicini alla città, i religiosi si trasferirono presso la foce del torrente San Michele e lì costruirono un nuovo convento. Il vecchio convento fu venduto ad una signora, madre di uno dei frati, chiamata suor Frisa, suora del Terz'Ordine del Carmine, per prezzo di 108 feudi circa. Il nuovo convento era abbastanza ampio se nel 1268 si celebrò in esso il Capitolo Generale di tutto l'Ordine.
Dopo alcuni anni, essendo l'aria di quel torrente malsana e il luogo soggetto da forti correnti di Tramontana e per la particolare esposizione ai disagi delle guerre che allora infestavano la Sicilia, come si accenna in una bolla di Nicolò IV, verso l'anno 1291 i religiosi carmelitani entrarono nel cuore della città e pigliarono le case di un certo Martino Maiotto, proprio nella piazza del Duomo, in Via Argentieri, tra le attuali Via Garibaldi e Corso Cavour.
Ma anche in questo nuovo convento la presenza dei carmelitani non durò molto: la troppa vicinanza al Duomo creò non pochi disagi con il clero ordinario che accusava i frati di interferire con le celebrazioni della Cattedrale; a causa di questo si fece ricorso direttamente al Sommo Pontefice, Benedetto XI, egli nell'anno 1304 ad istanza degli stessi frati ordina il loro trasferimento dalle case di Martino Maiotto alla chiesa di San Cataldo, nel Ponte Leone (dedicato al Papa San Leone II, siciliano e messinese per tradizione) dove occuparono la chiesa di San Cataldo che sorgeva nell'area dell'attuale Teatro Vittorio Emanuele II che si affaccia su via Cavour.
La chiesa ed il convento nei secoli si arricchirono di pregevoli opere d'arte, tra le quali sono ricordati i quadri di Polidoro, di Antonello Riccio, di Francesco e Stefano Cardillo, di Simone Comandé e persino una Vergine col Bambino di Antonello da Messina. Veneratissima fu inoltre l'antica e pregiata immagine della Madonna del Carmelo, dipinta su tavola.
Particolare menzione merita l'antichissima immagine della Madonna del Carmine, una delle prime in Italia e in Europa, che secondo la tradizione sarebbe stata portata proprio da quei primi religiosi provenienti direttamente dalla Palestina oppure dipinta in Messina ai tempi dei Re Normanni; per molto tempo si è ritenuto potesse essere opera di Polidoro di Caravaggio, ma recenti studi l'hanno attribuita, sempre con parziale certezza, al Maestro del Trittico dei santi Michele e Omobono (Napoli, seconda metà XV secolo).
Nello stesso convento, inoltre, visse e morì Sant'Alberto Carmelitano, il primo santo dell'Ordine, il cui nome è legato alla storia della città di Messina per il prodigioso evento dei vascelli carichi di grano che sfamarono la città durante l'assedio del 1302 da parte di Roberto, duca di Calabria, che voleva conquistare l'intera Sicilia, governata dal duca Federico, fratello del re Giacomo di Catalogna e Sicilia. Nel 1307 il Santo morì in questo convento e fu seppellito nella stessa chiesa, ma la permanenza del feretro non fu per lungo tempo, perché essendo Alberto nativo di Trapani, il suo corpo venne in seguito trafugato e portato nella sua città natale; oggi a Messina si conserva ancora la reliquia di un braccio del Santo.
Nel 1508, sulla piazza del monastero dell'Ordine Carmelitano, durante la visita di Raimondo di Cardona Viceré di Sicilia e Napoli, era stata effettuata una delle prime rievocazioni della Via Crucis. La rappresentazione figurata costituisce l'antesignana delle primitive manifestazioni cittadine delle Barette: in essa trovano fondamento i riti della Settimana Santa della provincia e dell'intera regione.
La chiesa accoglieva le spoglie di altri celebri personaggi della città tra i quali il pittore Polidoro Caldara di Caravaggio, l'umanista Costantino Lascaris e Tommaso Caloria (amico del Petrarca), le cui prestigiose sepolture furono distrutte intenzionalmente durante la Controriforma. Nel 1783 il convento e l'annessa chiesa crollarono a causa di un tremendo terremoto che devastò l'intera città di Messina.
Dopo il 1783 ai carmelitani fu affidata la chiesa detta del Santissimo Salvatore, appartenuta precedentemente a monache di rito greco. La chiesa fu oggetto di restauri: fu rinforzata la struttura dai danni del terremoto e fu arricchita di nuovi marmi e decorazioni barocche. Dalla precedente chiesa fu ripristinato sull'altare maggiore il veneratissimo quadro della Madonna del Carmine sottratto alla distruzione, mentre un quadro raffigurante Sant'Alberto, dopo alterne vicende, oggi è in esposizione presso la Galleria Sabauda di Torino. In questa chiesa era anche custodita la statua lignea della Madonna del Carmine.
Il pregiato simulacro della Madonna del Carmelo fu realizzato in legno policromo nel XVIII secolo. Rappresenta la Beata Vergine, vestita con l'abito carmelitano, mentre tiene in braccio il Bambino e consegna lo Scapolare del Carmelo a San Simone Stock.
Custodito nell'antica sede del Carmine (ex monastero basiliano detto del Santissimo Salvatore) distrutta nel 1908, sopravvisse al terremoto insieme ad alcuni quadri tra i quali la venerata tela della Madonna, che da quel momento è stata presa in custodia dal Museo Regionale di Messina. Il gruppo statuario fu invece trasportato nella chiesa-baracca post-sisma che il Vescovo affidò ai Carmelitani, nell'attuale via Salandra. 
Infine il 15 luglio 1931 il simulacro della Madonna del Carmelo, salutato amorevolmente dalla folla dei fedeli, faceva il suo ingresso trionfale nel nuovo tempio e veniva collocato sull'altare maggiore, dove tuttora è collocato e venerato da tutti i messinesi, particolarmente legati a questa devozione.
Il nuovo convento e la nuova chiesa non erano particolarmente grandi ma tutto era molto curato, arricchito da fregi e affreschi e pitture del Tuccari. La nuova sede «Carmine Maggiore» sorgeva nell'antica via Università, tra le attuali via San Filippo Bianchi e via della Zecca.
Anche la permanenza in questo sito durò poco in quanto all'alba del 28 dicembre 1908 un nuovo terremoto distrusse tutta la città di Messina, spegnendo in pochi attimi la vita di quasi 80.000 persone e devastando buona parte del patrimonio artistico e monumentale della città. 
Nel giro di trenta secondi «la leonessa della Sicilia, la città fiera e gentile, la Bianca Messina, la graziosa regina dello stretto omonimo», come la definiva Pirandello, da centro agglomerato di vita e gaia popolazione, divenne una città di morti, avvolta nel frastuono e nella polvere delle macerie. Gli scampati dalla morte compirono atti di valore, traendo a salvamento, con la forza delle loro braccia, un gran numero di sepolti sotto le macerie. Ciò nonostante, l'onorevole Carlo Mirabello, allora Ministro della Marina, spietato anticlericale, in un'intervista nei primi giorni di gennaio 1909, accusò il Clero d'assenteismo totale nei paesi terremotati e di essersela svignata. A riparazione di tanta calunnia l'Onorevole Giuseppe Toscano così scriveva nel giornale "Il Risveglio": «Semplicemente per la verità, io sottoscritto Giuseppe Toscano, già consigliere comunale della sventurata Messina, attesto che, appena avvenuta la catastrofe, m'imbattei con tre frati del convento del Carmine, cui la mia casa, distrutta dal terremoto assieme al convento stesso, era contigua. Essi che rispondono ai nomi di padre Anselmo Alessi, priore del convento, padre Agostino Tornatore e padre Egidio Lo Giudice, quasi ignudi, eransi già messi all'opera di soccorrere i sepolti vivi e, sebbene anch'essi scampati appena alle macerie e privi di ogni strumento, con la sola forza delle loro braccia traevano a salvamento quanti più potevano. Li provvidi di qualche indumento che mi fu possibile trarre dalla mia casa, da una camera non interamente abbattuta e mi misi con loro all'opera pietosa…».
Anche la chiesa del Carmine rimase distrutta e si riuscirono a salvare solo alcuni marmi e vasi preziosi che custodiva, alcuni quadri tra quali il quadro della Madonna del Carmine, e il gruppo statuario di Maria e San Simone Stock.

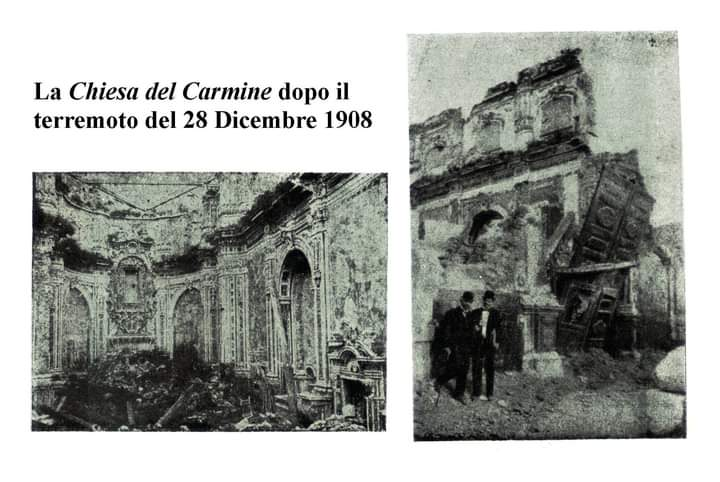
Chiesa del Carmine distrutta nel 1908, si nota la collocazione (qui vuota) dell'antica tela sull'altare.

Dopo il terremoto, poiché era profondamente radicata la devozione dei messinesi alla Santissima Vergine del Carmelo, l'arcivescovo, monsignor Letterio D'Arrigo Ramondini volle affidare ai Carmelitani una delle prime chiese baracche costruite dopo il disastro, nell'attuale via Salandra: la chiesa di Santa Croce con la cura della parrocchia dei Santi Pietro e Paolo. Nel 1917 fu affidata a loro in perpetuo la cura pastorale della parrocchia di San Lorenzo Martire, una delle parrocchie più antiche di Messina. In questa parrocchia fu battezzato, il 7 luglio 1851, Sant'Annibale Maria di Francia, terziario carmelitano e fondatore dell'Ordine dei Rogazionisti e delle Figlie del Divino Zelo. Quest'ultime, per devozione dello stesso fondatore nei confronti della Vergine del Carmelo, furono vestite dello stesso abito delle suore carmelitane.
Non ci sono giunte molte notizie sulla storia della parrocchia di San Lorenzo. Sappiamo che fino al 1700 essa sorgeva accanto alla cattedrale, ma per dar spazio alla nuova fontana del Montorsoli la chiesa fu rasa al suolo. Da quel giorno la parrocchia fu ospitata presso alcune chiese rettoriali: dapprima presso la chiesa Santa Maria della Misericordia presso il torrente Portalegni e successivamente presso la chiesa di Sant'Anna. L'allora priore dei Carmelitani di Messina, padre Anselmo Alessi si adoperò molto perché la nuova chiesa parrocchiale e l'annesso convento sorgessero in tempi rapidi. Infatti, nel 1926, grazie al paterno interessamento dell'arcivescovo Angelo Paino, successore di D'Arrigo, si otteneva il progetto della nuova chiesa e del convento da parte del rinomato architetto Cesare Bazzani (dello stesso per Messina sono anche i progetti del Palazzo del Governo e della chiesa di Santa Caterina), realizzato dall'ingegnere Lorenzo Interdonato. Dopo la simbolica posa della prima pietra, avvenuta il 17 luglio dello stesso anno, trascorsi quattro anni, sorgeva il nuovo convento che veniva inaugurato il 3 giugno 1930. A distanza di un anno fu portato a compimento anche il nuovo tempio del Carmine. Il 15 luglio 1931 il simulacro della Vergine del Carmelo faceva il suo ingresso trionfale, salutato amorevolmente dai Messinesi.
La storia carmelitana messinese raccoglie, dai primi tempi della sua fondazione, una presenza laicale carmelitana sia maschile che femminile che dopo l'approvazione papale di Niccolò V con la Bolla "Cum Nulla", chiamiamo Terz'Ordine. Tra i suoi figli, oggi, tutto il Carmelo Messinese si vanta di avere Sant'Annibale Maria di Francia.

## La Chiesa del Carmine oggi

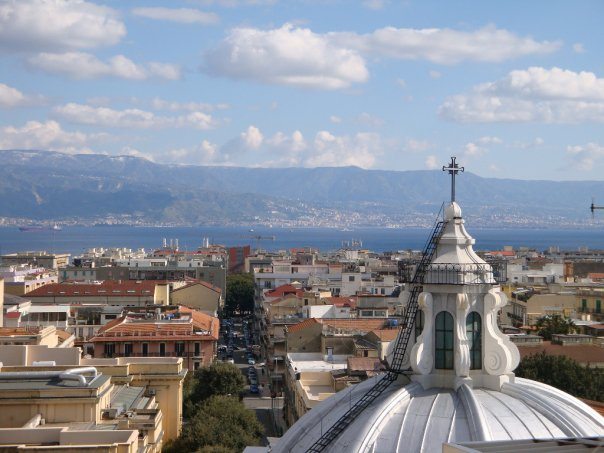
La cupola della Chiesa del Carmine di Messina (sullo sfondo Via N. Fabrizi e P.zza Cairoli)

La chiesa attuale fu progettata dall'architetto Cesare Bazzani, autore di diverse opere monumentali in tutta Italia. Fu scelta la planimetria della croce greca; egli si ispirò all'architettura barocca, valorizzata da una bella sistemazione scenografica a contatto con il Palazzo di Giustizia e come fondale di una delle storiche e principali vie di Messina; si può ritenere che questo lavoro fu una delle più caratteristiche e meglio riuscite costruzioni post-terremoto. La chiesa a forma ottagonale, ha un unico vano centrale ed è coperta da una cupola affrescata all'interno dal messinese Adolfo Romano e rappresenta le litanie carmelitane. I lavori della nuova chiesa iniziarono nel 1926 e in tale occasione il generale dell'Ordine, P. Elia Magennis così scriveva: «Sorgerà dunque il bel tempio dedicato a Maria, e sarà una nuova gloria che verrà ad aggiungersi alle tante glorie carmelitane dei secoli passati. Cotesto cenobio del Carmine, infatti, che fu uno dei primi ad accogliere i Carmelitani emigrati dall'Oriente fu illustrato da religiosi cospicui per dottrina e per santità [...] Sarebbe nostro vivo desiderio che i lavori di costruzione del tempio cominciassero quest'anno in cui ricorre il centenario dell'approvazione della Regola carmelitana [...] Sorga dunque presto a Messina la nuova chiesa dove i figli del Carmelo esplicheranno il loro zelo: così l'erigendo tempio, oltre ad essere il Santuario della devozione a Maria, sarà altresì un bel ricordo del nostro centenario». Tra le opere d'arte che raccoglie è da annoverarsi il simulacro settecentesco della Madonna del Carmine con San Simone Stock e alcuni marmi intarsiati provenienti dalla precedente chiesa. Sugli archi esterni della sacrestia sono state poste due statue di marmo precedenti al terremoto di S. Alberto e S. Angelo. Nel 1931 la chiesa divenne una realtà, il 13 maggio 1956 fu elevata a Santuario cittadino e nel 1988 il titolo della parrocchia passò da San Lorenzo in S. Maria del Carmine. 

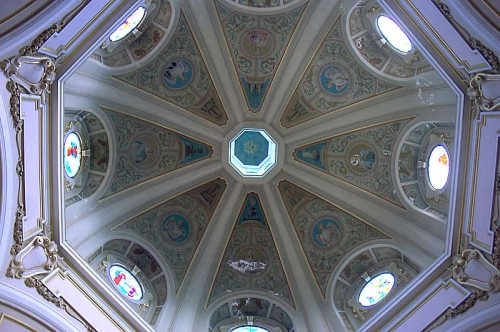
Interno della cupola

Nonostante il passare dei secoli, le calamità naturali e i tanti problemi che hanno investito inesorabilmente questa comunità, ancora oggi il Carmelo Messinese spande copiose grazie, è punto di riferimento della devozione mariana per tutti i messinesi, è stata negli ultimi decenni oggetto di studio per la sua storia, per i piccoli ma importanti tesori che racchiude. In esso hanno profuso il loro zelo pastorale alcuni religiosi che tanto hanno dato a Messina e all'Ordine carmelitano; è doveroso ricordare P. Anselmo Alessi rimasto illeso sotto le macerie del terremoto e grande figlio adottivo di Messina. Nei 40 anni vissuti a Messina egli si adoperò non solo al recupero del Carmelo Messinese ma anche alla riunificazione, nel 1929, dei conventi di Sicilia sotto l'unica Provincia religiosa di S. Alberto, con sede legale proprio a Messina. P. Elia Carbonaro, religioso semplice e umile che il suo cuore paterno tante anime ha riportato sulla strada della fede con il sacramento della riconciliazione ed infine P. Egidio Lo Giudice, profondo studioso che lasciò in eredità a questa nostra comunità la voglia di conoscenza e di studio. A lui proprio in questi anni è stata intitolata la biblioteca parrocchiale. Negli anni di permanenza a Messina, fu la parrocchia di Giorgio La Pira.
Dall'ottobre del 2015 i carmelitani, per mancanza di vocazioni, sono stati costretti a lasciare Messina e la cura pastorale di questa comunità è ritornata al clero diocesano.

## Le cappelle della Chiesa
Sull'altare maggiore si trova la statua settecentesca che raffigura la Madonna del Carmelo, con Gesù Bambino in braccio, nell'atto di porgere il santo abitino a San Simone Stock. La statua si trovava nella chiesa omonima distrutta dal terremoto.

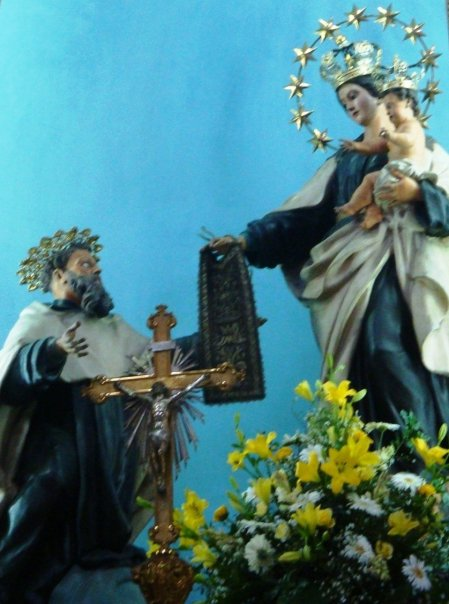
Statua della Madonna del Carmelo e di San Simone Stock

- Cappella del S. Cuore: sorge nella crociera della chiesa a sinistra dell'altare maggiore. La nicchia racchiude la statua del S. Cuore.
- Cappella del SS. Crocifisso: raffigura il monte Calvario, su cui sorge Gesù in croce in uno sfondo di nuvole cupe che alludono alle tenebre manifestatesi nell'ora della sua morte. Seduta ai piedi è la Madre Addolorata col petto trafitto da una spada.
- Cappella della Madonna di Lourdes: si trova procedendo da destra, accanto all'altare maggiore. In una grotta che pare ricordare quella francese, è la statua lignea della Madonna di Lourdes d'altezza naturale che proviene dall'antica chiesa-baracca (cioè quella che dopo il terremoto sorgeva nei pressi di Via La Farina). Ai suoi piedi vi è la piccola Bernadet.
- Cappella di S. Anna: la statua lignea di S. Anna tiene un libro aperto col passo biblico “Rorate coeli desuper et nubes pluvant iustum” (Stillate rugiada, cieli, dall'alto e le nuvole piovano il Giusto).
- Cappella di Sant’Alberto degli Abbati: la statua lignea del Santo, compatrono di Messina, ad altezza naturale, tiene in braccio il divin Pargolo sulla destra e col simbolico giglio ed un libro sulla sinistra: simboli del suo candore e scrupolosa osservanza della Regola. Poggia su una base di legno, sulla quale è un nastro svolazzante con la scritta “Gaude Messana Civitas”, che invita la città di Messina a godere nell'aver avuto un così prodigioso protettore. Dietro i piedi del Santo si scorgono la poppa e la prua dello storico “Vascelluzzo”, un vascello che ricorda la liberazione della città di Messina da una grave carestia, copia di quello che viene portato in processione ogni anno nel giorno del Corpus Domini. Nel 2016, in occasione del 60. anniversario dell'elevazione della Chiesa a Santuario, dopo più di cento anni, sono tornate al Carmine, seppure mediante una riproduzione fotografica su tela, le opere “Sant'Alberto Carmelitano, la Vergine e la SS. Trinità” (Giuseppe Crestadoro, 1782) e la “Madonna del Carmine fra i Santi Elia ed Eliseo” (Maestro dei Santi Michele ed Omobono?, metà XV secolo), entrambe conservate nella Chiesa del Carmine Maggiore sino al terremoto del 1908. Le due tele, i cui originali si trovano presso il Museo Regionale di Messina, sono state collocate nella Cappella di Sant'Alberto, una volta ultimato il restauro della stessa
- Cappella di Santa Lucia: ricorda la chiesa "S. Lucia all'Ospedale" o "all'Uccellatore" che sorgeva nei pressi dell'attuale Santuario. Grande è la devozione dei Messinesi per Santa Lucia e particolarmente la manifestano nel giorno della sua festa, il 13 dicembre.

## L'organo
Fatto costruire dalla celebre ditta Tamburini di Crema e collaudato il 30 gennaio del 1954, l'organo rappresenta quanto di più pratico e perfezionato potesse offrire l'arte organaria del tempo. Presenta due manuali di 61 tasti, una pregevole consolle, oltre la pedaliera concava a raggiera di 32 pedali con staffe, regolati tutti da venti registri, dei quali 17 meccanici reali. Ha un complesso di 1.400 canne che, collocate ai due lati della cantoria, formano un complesso artistico ricco di suoni e da cui risultano meravigliose capacità espressive. È, certamente, dopo quello della Cattedrale, tra i più completi e belli della città di Messina. È stato da poco soggetto ad un necessario restauro per preservarne il suono e le strutture.

## Il Campanile

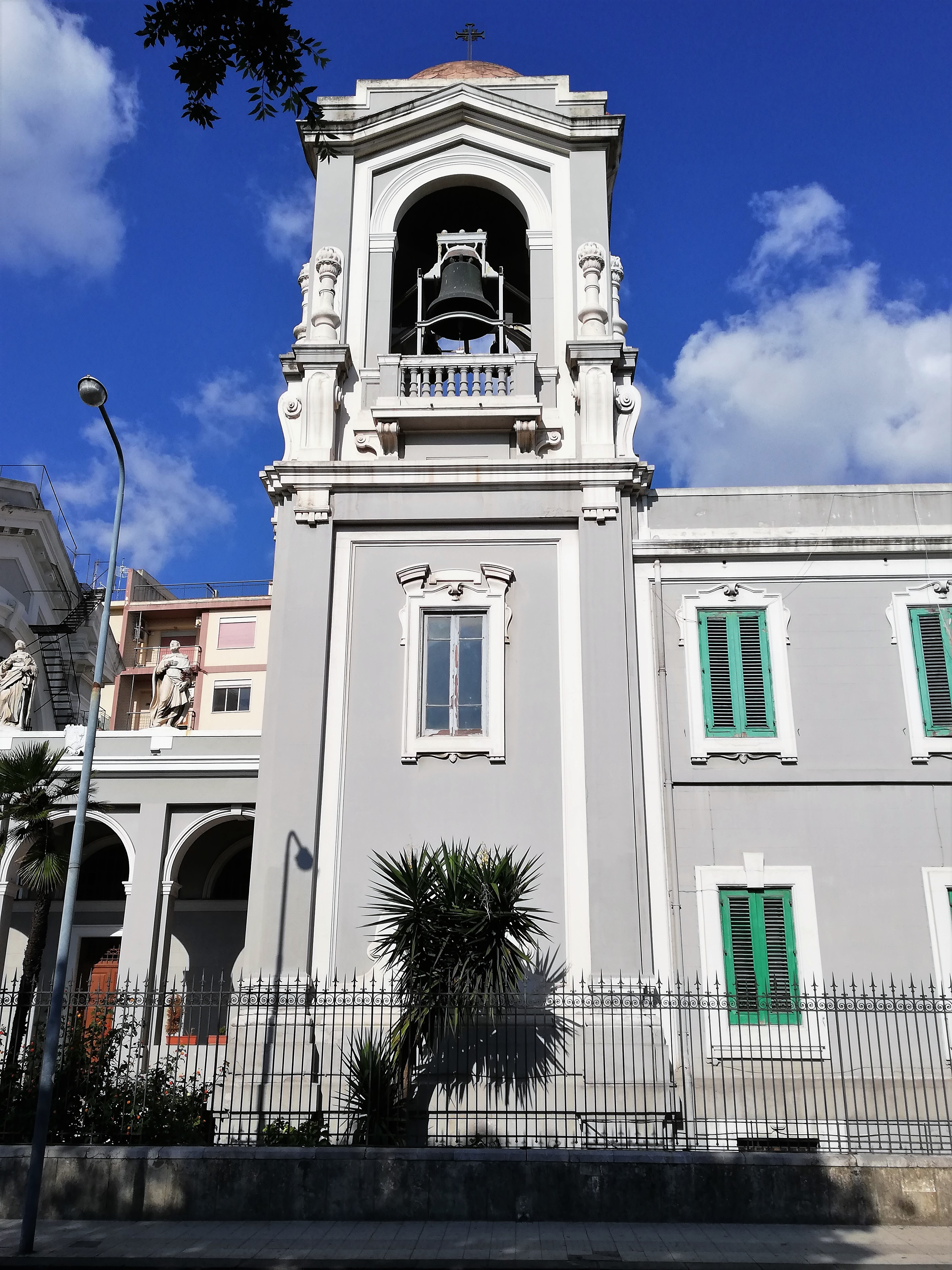
Campanile.

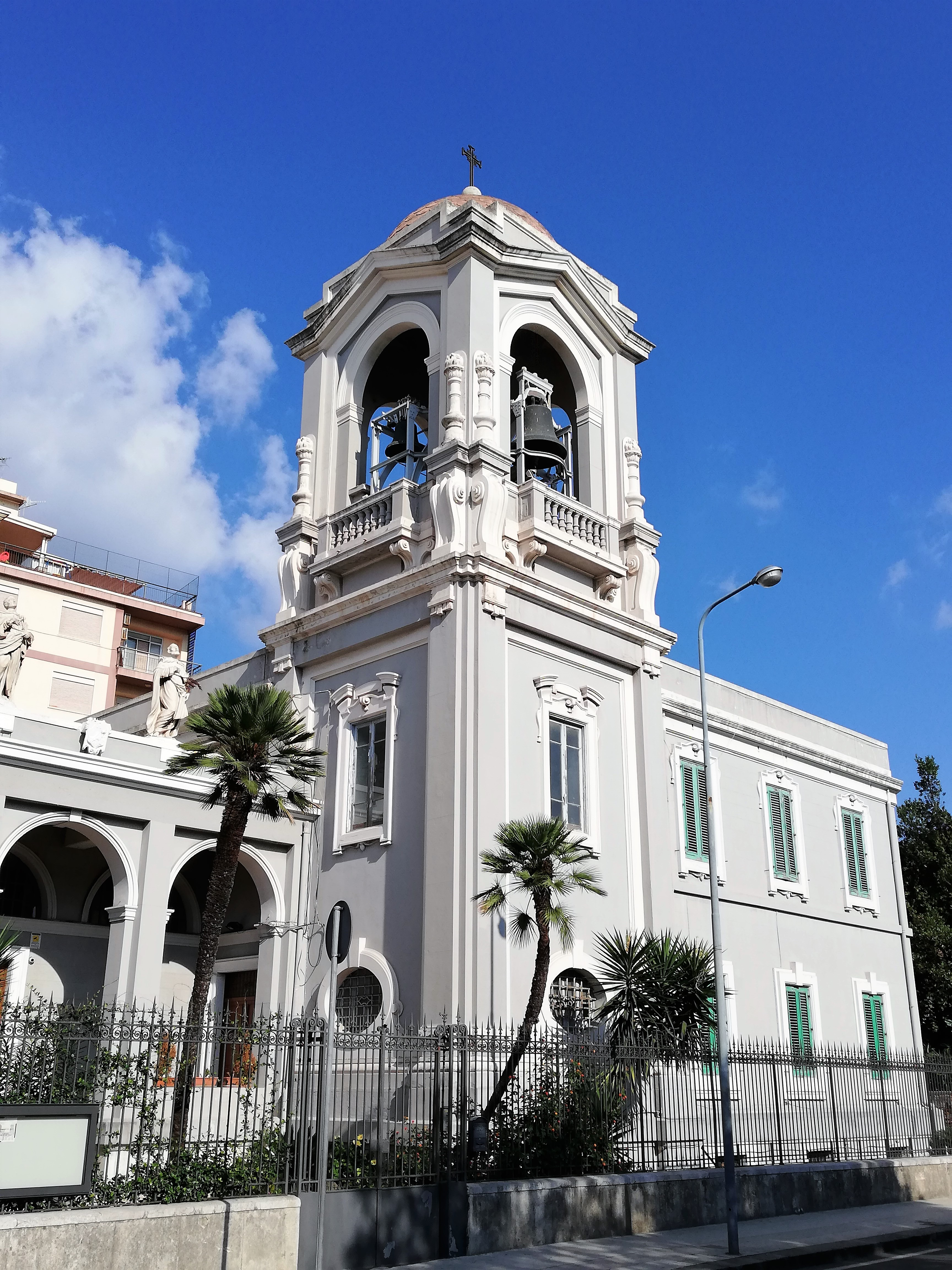
Campanile.

Come la chiesa, il campanile adiacente non è molto alto, in ottemperanza alle leggi antisismiche vigenti all'epoca della sua costruzione. È alto circa 15 metri, dalla base sino alla croce. È a due piani, il primo dei quali è costituito dall'artistica base di stile settecentesco intonato alla chiesa. Dalla terrazza si gode il panorama dello Stretto di Messina e dell'antistante Calabria. Inoltre, si scorgono il Santuario della Madonna di Montalto, il Sacrario di Cristo Re, la chiesa di San Domenico Savio, la chiesa di Sant'Antonio Abate, il campanile della cattedrale, la stele della Madonna della Lettera nel porto, il Rettorato dell'Università, il Tribunale con, in particolare, la quadriga e, infine, la scuola Cannizzaro - Galatti. Il carillon è costituito da cinque campane:
- la più grande è dedicata a Santa Caterina Martire. Misura 1.40 m d'altezza e 1.30 m di diametro. Fra i disegni ornamentali in essa riprodotti in rilievo si scorge la figura della martire ed una targhetta in cui si legge: "Fusa col bronzo tolto al nemico – 1915 - 1918";
- per ordine di grandezza, segue la campana dedicata alla Presentazione di Gesù al Tempio, di 1.10 m. d'altezza e 1 m di diametro. Anch'essa risulta "fusa col bronzo tolto al nemico nella guerra 1915 - 1918". Ivi si legge: "PRAESENTARI MEREAMUR IN TEMPIO GLORIAE" ("Meritiamo di essere presentati al tempio della gloria");
- ancor più piccola è la terza, dedicata a Maria Santissima della Lettera ivi raffigurata, ma senza nessuna didascalia;
- la quarta è dedicata a San Giovanni Battista, perciò vi si legge: "NON FUIT VASTI SPATIUM PER ORBIS SANCTIOR QUISQUAM GENITUS JOANNE QUI NEFAS SAECLI MERUIT LAVANTEM TINGERE LIMPTIS" ("In tutta la terra non vi fu uomo più santo di Giovanni che meritò di battezzare nelle acque colui che lavò le nefandezze del mondo");
- la quinta e ultima è dedicata a Sant'Agostino; vi si legge l'antifona per i dottori della Chiesa: "O DOCTOR OPTIME, DIVINAE LEGIS AMATOR, SANCTE AUGUSTINE, DEPRECARE PRO NOBIS FILIUM DEI!" ("O ottimo Dottore, amante della Legge Divina, Sant'Agostino, intercedi per noi presso il Figlio di Dio!").

## Biblioteca "Padre Egidio Lo Giudice"
Sita presso i locali parrocchiali e inaugurata nel luglio del 2013, la Biblioteca "Padre Egidio Lo Giudice" possiede oltre 3000 volumi, divisi in 22 sezioni, fra le quali alcune di natura religiosa, come Teologia, Scrittura, Spiritualità, Patristica, Storia della Chiesa, Carmelo, Mariologia, Vita e opere di santi, beati e religiosi, ma anche altre di diverso indirizzo come Letteratura, Letteratura per ragazzi, Storia, Arte, Filosofia e Messina. La Biblioteca è intitolata a Padre Egidio (Salvatore) Lo Giudice (1917-2006), frate carmelitano, vissuto a lungo nella comunità di Messina e grande amante della lettura, i cui volumi hanno notevolmente incrementano il già presente patrimonio librario.